# شمبانزي الغرب
شمبانزي الغرب هو أحد أنواع الشمبانزي ينتشر في غرب أفريقيا، بالأخص في ساحل العاج وغينيا ومع تجمعات في البلدان المجاورة.